# Cascades Ripon

Mapa ón es pot observar l'antiga situació de les cascades Ripon (prop de Jinja)

Les Cascades Ripon o Ripon Falls són unes cascades que es trobaven (fins a 1954) a l'extrem nord del Llac Victòria a Uganda i van ser considerades les fonts del riu Nil. El 1862 en John Hanning Speke, va ser el primer europeu a seguir el corrent Nil riu avall després d'haver trobat el llac Victòria amb les cascades que ell va considerar que eren les fonts del Nil (el viatge el va iniciar a Tanzània cap a Gondokoro).
Va travessar el cor d'Àfrica en direcció nord fins a Egipte encara que no va poder fer-ho seguint tot el curs del Nil per problemes amb les tribus veïnes, això li va comportar discussions amb Burton i possiblement la seva mort el dia abans del cara a cara entre ells organitzat per la Royal Geographic Society.
Va donar el nom a les cascades en honor de George Robinson, 1r Marquès de Ripon.
Les Cascades Ripon van ser una sortida natural del llac Victòria, fins que el 1954 es va completar la construcció de la presa de les cascades Owen prop de Jinja, que amplia d'una forma artificial el Llac Victòria, submergint les Ripon Falls sota l'aigua.